# Risto Näätänen
Risto Kalervo Näätänen (Helsinque, 14 de junho de 1939 – 5 de outubro de 2023) foi um psicólogo finlandês, pioneiro no campo da neurociência cognitiva, e conhecido mundialmente como um dos descobridores da negatividade da incompatibilidade eletrofisiológica. Ele foi um cientista social muito citado e um dos poucos indivíduos nomeados Professor Permanente da Academia da Finlândia. Ele se aposentou em 2007 e manteve o título de Professor Emérito da Academia da Finlândia. Além disso, foi professor na Universidade de Tartu desde 2007.

## Carreira
Näätänen começou a estudar psicologia na Universidade de Helsinque em 1958, treinando em eletrofisiologia cognitiva no laboratório de Donald B. Lindsley na Universidade da Califórnia em Los Angeles (1965–1966). Sob a supervisão de Lindsley, ele defendeu sua tese de doutorado sobre mecanismos cerebrais de atenção seletiva na Universidade de Helsinque em 1967. Desde então ele começou a influenciar o mundo científico: em sua tese, ele refutou um então um projeto experimental bem conhecido e nenhum trabalho foi publicado usando esse projeto novamente.
Em 1975, aos 36 anos, tendo publicado 13 artigos acadêmicos, foi nomeado Professor de Psicologia Geral na Universidade de Helsinque. Na prática, esteve nesse departamento até 1999, mas foi oficialmente afastado a partir de 1983, sendo remunerado como Professor da Academia da Finlândia. Ele foi o fundador da Unidade de Pesquisa do Cérebro Cognitivo (CBRU), unidade da qual foi diretor de 1991 a 2006.
Näätänen se aposentou em 2007, e um simpósio de aposentadoria foi realizado em sua homenagem em 2008. Ele foi Professor de Neurociência Cognitiva na Universidade de Tartu, Professor Visitante no Centro de Neurociências Funcionalmente Integrativas (CFIN) da Universidade de Århus, mantendo uma afiliação terciária na Universidade de Helsinque em maio de 2014, e manteve o título de Professor Emérito da Academia da Finlândia após a aposentadoria.
Näätänen fez parte de conselhos editoriais e revisou revistas especializadas (por exemplo, Brain Research, International Journal of Psychophysicalology, Journal of Cognitive Neuroscience, NeuroReport). Ele publicou artigos de colaborações com milhares de pesquisadores. Em junho de 2014, de acordo com o Google Scholar, nenhum colaborador foi listado como coautor e as citações totalizaram 62.182 (17.578 desde 2013), resultando em um índice h de 128 (64 desde 2009), estando entre 0,5% dos cientistas mais citados ainda vivos, o cientista mais citado na história da Finlândia e da Estônia. Digno de nota foi que Teuvo Kohonen também disputou o título de cientista finlandês mais citado.

## Legado
O trabalho de sua vida girou em torno da negatividade de incompatibilidade (MMN) revelada pela primeira vez em colaboração com Anthony WK Gaillard e Sirkka Mäntysalo na reinterpretação das descobertas anteriores de um efeito de atenção seletiva precoce, descoberto por Steven Hillyard, como consequência de experimentos que foram realizados no Institute for Perception TNO, Soesterberg, por Sirkka Mäntysalo. O MMN foi estabelecido como um componente negativo do couro cabeludo do potencial relacionado ao evento ou ERPs, derivado de registros feitos eletroencefalograficamente por meio de eletrodos fixados no couro cabeludo. Foi demonstrado que o MMN é provocado por estímulos desviantes intercalados entre uma série de padrões.
O MMN influenciou as teorias de percepção da linguagem, juntamente com estudos de desenvolvimento cognitivo e inteligência musical. Risto Näätänen estava mais interessado no âmbito clínico: anormalidades do MMN foram associadas ao alcoolismo, psicose na esquizofrenia, doença de Alzheimer, doença de Parkinson e dislexia. Facetas do MMN associadas à predição de despertar em indivíduos em coma – como foi aclamado como um avanço – ainda assim o MMN continuou a ser uma ferramenta de investigação e não cumpriu os critérios para determinar decisões clínicas sobre a continuação do suporte de vida.
O maior impacto social de Risto Näätänen foi influenciar a política de trânsito finlandesa, tendo os seus estudos sobre o comportamento do trânsito – realizados durante a presidência de Urho Kekkonen – levado ao estabelecimento de limites de velocidade nas estradas finlandesas. Ao completar 74 anos em 2013, ele expressou esperança de que o MMN fosse implementado na educação.